# Hasse Malmström
Hans Börje Malmström, född den 9 juni 1921 i Malmö S:t Johannes församling, Malmö död 18 oktober 1994 i Limhamns församling, Malmö, fotbollsspelare, högerback, tvåfaldig svensk mästare för Malmö FF, 1944 och 1950, och 12 gånger landslagsman 1946-1953.

## Biografi
Hasse Malmström debuterade i MFF 1942 och spelade fram till 1950, 209 matcher för laget. Han var snabb och brytsäker och tillsammans med backkollegan Erik Nilsson bildade han i slutet av 1940-talet det svenska landslagets givna bakre försvar. Han tillhörde det legendariska MFF-lag, som spelade 49 allsvenska matcher i obruten följd utan förlust. 
1950 lät Hasse Malmström sig, efter att ha ställts utanför laget, värvas till Skånes andra storlag, Hälsingborgs IF, en övergång som vid denna tid inte sågs med blida ögon från MFF-ledningen.
I landslaget fick Hasse Malmström fortsatt förtroende och spelade där fram till 1953.